# Asterolampraceae
Astérolampracées
Famille
Les Asterolampraceae sont une famille d'algues de l'embranchement des Bacillariophyta (Diatomées), de la classe des Coscinodiscophyceae et de l’ordre des Asterolamprales.

## Étymologie
Le nom de la famille vient du genre type Asterolampra,  dérivé du grec άστήρ / ástir, étoile, et λαμπω / lampo, briller.

## Liste des genres
Selon AlgaeBase (19 juin 2022) :
- Asterolampra Ehrenberg, 1844
- Asteromphalus Ehrenberg, 1844
- Rylandsia Greville & Ralfs, 1861
- Siphonodiscus S.Komura, 1996
- Spatangidium Brébisson, 1857

Selon ITIS (21 juillet 2017) :
- Asterolampra Ehrenberg
- Asteromphalus Ehrenberg

Selon World Register of Marine Species (27 avr. 2010) :
- Asterolampra  Ehrenberg, 1844
- Asteromphalus  Ehrenberg, 1844
- Trigonium

## Systématique
Le nom correct complet (avec auteur) de ce taxon est Asterolampraceae H.L.Smith, 1872.

## Publication originale
- Smith, H.L. (1872). Conspectus of the families and genera of the Diatomaceae. I-III. The Lens 1:  1-19, 72-93, 154-157.